# Grotnikowate
Grotnikowate (Gobiesocidae) -  rodzina drapieżnych ryb okoniokształtnych. 

## Występowanie
Głównie wody oceaniczne strefy tropikalnej i umiarkowanej, niektóre gatunki występują w wodach słodkich. Preferują kamieniste dno.

## Cechy szczególne
Ciało spłaszczone grzbieto-brzusznie, bez łusek, otwór gębowy w położeniu końcowym, brak linii bocznej i pęcherza pławnego. Brak promieni twardych w płetwie grzbietowej. Pomiędzy szerokimi płetwami brzusznymi znajduje się duża przyssawka, którą silnie przytwierdzają się do kamieni.
Osiągają od kilku do 30 cm długości. Składaną pod kamieniami ikrą zajmuje się jedno albo oboje rodziców.

## Klasyfikacja
Rodzaje zaliczane do tej rodziny są zgrupowane w podrodzinach Cheilobranchinae, Gobiesocinae:
Acyrtops - Acyrtus - Alabes - Apletodon - Arcos - Aspasma - Aspasmichthys - Aspasmodes - Aspasmogaster - Barryichthys - Briggsia —  Chorisochismus - Cochleoceps - Conidens - Creocele - Dellichthys - Derilissus - Diademichthys - Diplecogaster - Diplocrepis - Discotrema - Eckloniaichthys - Gastrocyathus - Gastrocymba - Gastroscyphus - Gobiesox - Gouania - Gymnoscyphus - Haplocylix - Kopua - Lecanogaster - Lepadichthys - Lepadicyathus  —  Lepadogaster - Liobranchia - Lissonanchus - Modicus - Opeatogenys - Parvicrepis - Pherallodichthys - Pherallodiscus - Pherallodus -
Posidonichthys - Propherallodus - Rimicola - Sicyases - Tomicodon - Trachelochismus